# Vaccinium wrightii
Vaccinium wrightii là một loài thực vật có hoa trong họ Thạch nam. Loài này được A. Gray miêu tả khoa học đầu tiên năm 1858.